# Daniel Janečić
Daniel Janečić (1988. március 22. –) horvát kötöttfogású birkózó. A 2018-as birkózó-világbajnokságon a bronzmérkőzésig jutott 67 kg-os súlycsoportban, kötöttfogásban. A 2010-es Mediterrán Bajnokságon ezüstérmet szerzett 66 kg-ban. A 2011-es Mediterrán Bajnokságon bronzérmes lett a 66 kg-os súlycsoportban. Részt vett a 2015-ös Európa Játékokon, de nem szerzett érmet.

## Sportpályafutása
A 2018-as birkózó-világbajnokságon a bronzmérkőzésig jutott, ahol 7–0-ra verte a lengyel Gevorg Szahakján.